# Thursania
Thursania is een geslacht van vlinders van de familie spinneruilen (Erebidae), uit de onderfamilie Herminiinae.

## Soorten
- T. aristarioides Schaus, 1916
- T. costigutta Herrich-Schäffer, 1870
- T. chiriqualis Schaus, 1916
- T. decocta Schaus, 1913
- T. espiritualis Schaus, 1916
- T. grandirenalis Schaus, 1916
- T. hobsonalis Schaus, 1916
- T. lycas Druce, 1891
- T. lycimnia Druce, 1891
- T. mallalialis Dognin, 1914
- T. marpesia Druce, 1891
- T. miaralis Schaus, 1916
- T. ordenalis Schaus, 1906
- T. renilinealis Schaus, 1916
- T. servilis Schaus, 1913
- T. tigurialis Schaus, 1916
- T. voodoalis Schaus, 1916